# Mỹ Lộc, Hậu Lộc
Mỹ Lộc là một xã thuộc huyện Hậu Lộc, tỉnh Thanh Hóa, Việt Nam.

## Diện tích và dân số
Xã Mỹ Lộc có diện tích 3,80 km².
Dân số của xã Mỹ Lộc:
- Theo Tổng điều tra dân số năm 1999: 4.649 người[1].
- Theo Tổng điều tra dân số năm 2009: 4.184 người với 1.195 hộ gia đình, gồm 1.988 nam và 2.196 nữ[2].

## Địa giới hành chính
Xã Mỹ Lộc nằm ở phía tây nam của huyện Hậu Lộc.
- Phía đông giáp thị trấn Hậu Lộc, huyện Hậu Lộc;
- Phía nam giáp xã Văn Lộc, huyện Hậu Lộc;
- Phía tây giáp xã Hoằng Lương, huyện Hoằng Hóa;
- Phía bắc giáp các xã Tiến Lộc và Lộc Sơn, huyện Hậu Lộc.

## Hành chính
Xã Mỹ Lộc được chia thành 8 thôn: Trần Phú, Đại Hữu, Khoan Hồng, Liên hoan, Liên Minh, Liên Quy, Minh Đức, Vũ Thành.

## Giao thông
- Quốc lộ 10 chạy qua xã.